# Szkice warszawskie
Szkice warszawskie – polski film obyczajowy z 1969 roku na podstawie opowiadań: Matura na Targowej Tadeusza Borowskiego, Rondo Andrzeja Bonarskiego i Gablota Andrzeja Szczypiorskiego. Przedstawia życie warszawiaków w różnych okresach historycznych.

## Allegro
Okupowana Warszawa. Czterej młodzi chłopcy przygotowują się do egzaminu maturalnego. Dla nich od nazistów groźniejszy jest profesor z bródką. Jeden z chłopaków ginie podczas łapanki.

### Wystąpili
- Leonard Andrzejewski – tramwajarz
- Witold Dębicki – „Kędzierzawy”
- Wanda Jakubińska – babcia Julka
- Maria Kozierska(inne języki) – matka Andrzeja
- Lech Łotocki – Andrzej
- Jerzy Matałowski – maturzysta
- Andrzej May – kolega „Kędzierzawego”
- Andrzej Nardelli – Julek
- Zygmunt Zintel – gestapowiec
- Antoni Żukowski – profesor Jabłoński
- Feliks Żukowski – krawiec, ojciec maturzysty

## Allegro Vivace
Rok 1962. Dziennikarz Jacek i jego żona Olga przeżywają kryzys małżeński. Ich dramat przeplata się z kryzysem kubańskim.

### Występują
- Zofia Kucówna – Olga, żona Jacka
- Karol Chodura – Jacek Załuski
- Monika Dzienisiewicz – Mariola
- A. Olszyński – Stary
- Joanna Walter – Mokrzycka, kobieta z siatką jabłek
- Andrzej Wohl – chłopiec
- Włodzimierz Źróbik – dziennikarz Maciek

## ...Ad Libitum
Rodowity warszawiak, doskonały mechanik przybywa na giełdę by zakupić nowy samochód. Kiedy jednak znajduje złodzieja szabli z kolumny Zygmunta w Warszawie, okaże się, że ważniejsza od samochodów jest dla niego stolica kraju.

### Występują
- Mieczysław Czechowicz – Henio
- Wiesław Michnikowski – Miecio
- Alicja Chmielewska-Kluba(inne języki)
- Stenia Kozłowska – Lala, dziewczyna Miecia
- Krzysztof Litwin – właściciel loterii
- Bronisław Pawlik – właściciel chevroleta
- Janusz Paluszkiewicz – Stankiewicz

## Zdjęcia
- Warszawa, Łódź.